# Институт экспериментальной биологии и патологии
Институт экспериментальной биологии и патологии — научно-исследовательский институт, располагавшийся в Киеве В 1930-х — 1940-г годах. В нём исследовались проблемы биологии и медицины, среди которых аллергия, гипертония, рак, иммунитет, патология обмена веществ, старение и продление жизни. В институте моделировали развитие заболеваний животных и изучали механизмы их возникновения и лечения. Институт принимал участие во Всемирной выставке в Париже 1937 года, где был отмечен золотой медалью.

## История
Институт экспериментальной биологии и патологии Народного комиссариата здравоохранения УССР был основан в 1930 году. Руководителем был назначен А. А. Богомолец, с которым в Киев из Москвы переехал ряд учёных. В 1930—1933 годах заместителем директора был Л. М. Левитский. По предложению Богомольца были организованы добровольные курсы для изучения украинского языка (только для желающих), которые через полгода были запрещены.
В институте были созданы следующие отделы: биофизики (заведующий с 1936 года — А. В. Леонтович); эволюционных функций; сравнительной патологии (заведующий с 1934 года — Н. Н. Сиротинин); патологической химии; экспериментальной патологии (заведующий с 1934 года — Н. Н. Горев); серологии (заведующий — А. А. Богомолец); экспериментальной онкологии (заведующий в 1931—1941 годах — Р. Е. Кавецкий); гематологии; экспериментальной биологии и медицины (заведующий в 1933—1941 годах — М. А. Магат); рентгенкабинетом заведовал Ф. П. Богатырчук.
Во время войны институт находился в эвакуации в Уфе.
После смерти Богомольца институтом руководил его сын О. А. Богомолец.
Во время разгрома патофизиологии во времена «Павловского совета» Институт экспериментальной биологии и патологии был объединён в 1953 году с Институтом клинической физиологии АН УССР с образованием Института физиологии им. А. А Богомольца АН УССР.